# Estación de ferrocarril de Teherán
La estación de Teherán (en persa: ايستگاه راه آهن تهران‎, Istgah-e Rah Ahan-e Tehran) es la principal estación de ferrocarril de Teherán, la capital de Irán. El edificio fue diseñado en 1928-29 por un arquitecto polaco Władysław Horodecki y construido por un ingeniero alemán en 1930. La estación se encuentra en la plaza Rahahan, al pie de la calle Valiasr en la parte sur de la ciudad y tiene conexión con la línea 3 del Metro de Teherán.